# Bökkers
Bökkers ist eine Rockband, die in der niederländischen Provinz Overijssel in Salland gegründet wurde. Namensgeber, Mitgründer, Sänger, Gitarrist und Bandleader der Formation ist Hendrik Jan Bökkers, der (wie die anderen Gründungsmitglieder) aus dieser Region stammt.

## Geschichte
In der ursprünglichen Formation der Band spielten die Musiker Coverversionen der niederländischen Band Normaal und so lautete auch der längere Gründungsname: Bökkers Dut Normaal – Bökkers macht auf Normaal, was auch in der niederländischen Sprache ein Wortspiel ergibt. Die Band Normaal wird dem Boerenrock (Bauernrock) zugerechnet und spielt Musik, deren Texte im Achterhoeks verfasst sind, einem Dialekt des Nedersaksisch/ Niedersächsischen. Da die Band im Laufe der Zeit zunehmend eigenes Repertoire entwickelt hat und eigene Texte im Sallands (einer lokalen Variante des Nedersaksisch) schrieb, kürzten sie ihren Namen 2010 auf Bökkers. Musikalisch bewegt die Band sich, auch nach einigen Wechseln (von der Gründungsbesetzung ist nur noch Hendrik Jan Bökkers als aktives Mitglied übriggeblieben), weiterhin hauptsächlich im Rock und Boerenrock, oder wie einmal beschrieben wurde: Plattpunk mit einem Anflug Country, stimmlich kräftig bewegt sich Hendrik Jan im Bereich Bariton bis Tenor. Die Band hat eine solide Fangemeinde, die oft auch Fans von Normaal sind. Für sie ist die Musik von Bökkers oft mehr als nur Musik, sondern Ausdruck eines Lebensgefühls, Mundart und Feiern scheinen dabei eng zusammenzugehören.

## Musikalische Erfolge
Einen großen Teil des Jahres, etwa zehn Monate, verbringt die Band mit Touren und Konzerten. Dabei wird auf Dorffesten bis hin zu Festivals gespielt. Seit ihrer Gründung hat die Gruppe jedoch auch so viel Zeit in Tonstudios verbracht, dass einige Alben sowie verschiedene Singles erscheinen konnten. Einer der größeren Hits den die Band in den Niederlanden hatte, ist der Titel Iederene hef een reden (übersetzt: Einjeder hat so seinen Grund) einer 2016 aufgenommenen Cover-Version von Catch & Release von Matt Simons. Er hatte den Titel 2014 veröffentlicht. Im Jahr 2017 erreichte die Coverversion von Bökkers erstmals einen Platz in der Top 2000, einer Art niederländischen Radio-Chart-Show die seit 1999 einmal jährlich am Jahresende ausgestrahlt wird und als Sendung mit den höchsten Einschaltquoten in den Niederlanden ein Millionenpublikum erreicht. Seither ist das Lied jedes Jahr in der Top 2000 vertreten, was in doppelter Hinsicht bemerkenswert ist. Einerseits ist das Original schon seit Jahren in diesen Charts nicht mehr aufgetaucht und andererseits können sich nicht viele Lieder in „streektaal“ (Mundart) dort platzieren. Ein weiterer Höhepunkt in der Karriere von Bökkers stellt der vielbeachtete Auftritt im Jahr 2021 bei „Beste Zangers“ dar, einer niederländischen Fernsehsendung die ähnlich wie Sing meinen Song aufgebaut ist, bekannte Künstler müssen hier die Lieder anderer Künstler interpretieren. Die letzte publicitywirksame Aktion von Bökkers war es, die Worte eines 15-jährigen Festivalbesuchers die im Sommer 2023 auf YouTube und TikTok viral gegangen waren, zu einem Lied zu machen: feesten, drinken en roken tot laat (feiern, trinken und rauchen bis spät), womit sie ihrer Linie treu bleiben. 

## Diskografie

### Alben
(Quelle: )
- 2011: Bökkers (Suburban Records)
- 2013: Morattamottamotta (Goomah Music)
- 2014: Humme (Goomah Music)
- 2015: Blixer Elixer (Goomah Music)
- 2016: Live & Knetterhard (Goomah Music)
- 2017: Schorem Uut De Schiettente (Goomah Music)
- 2019: Leaven In De Brouweri-je (Goomah Music)
- 2019: Live En Onbesoesd (Excelsior Recordings – Goomah Music)

### Digitale Veröffentlichungen, Singles und EPs
(Quelle: )
- 2011: Oh Pappie, Word Niet Dronken Met Kerstmis / Ik Neuk Wel, Ja! (Suburban Records)
- 2011: Boeren Met Ambitie! (Suburban Records)
- 2011: Badstoffen gedrocht (Suburban Records)
- 2012: Brand in de bokse (Suburban Records)
- 2012: De neuze (Suburban Records)
- 2012: Annie uut de bochte (Goomah Music)
- 2014: Jezus (Goomah Music)
- 2015: Nog Iene Da (Goomah Music)
- 2016: Dan ken ie mie nog nie (Goomah Music)
- 2017: SOS op de SMS (Goomah Music)
- 2017: Wat Mot Ik Doen / Baat Het Niet (zusammen mit der Band Normaal, Concerto Records)
- 2017: Svetlana (Goomah Music)
- 2017: Schorum uut de schiettente (Goomah Music)
- 2017: Het is nog lang geen moandag (Goomah Music)
- 2018: Duutse grens (Goomah Music)
- 2018: Marmor, Stein und Eisen Bricht (Live in Paradiso) (Goomah Music)
- 2019: Leaven in de brouweri-je (Goomah Music)
- 2019: Winter Wonderland (Goomah Music)
- 2020: Bos hout voor de deur (Bos holt veur de deur) (zusammen René Karst, 8ball Music)
- Jahr unbekannt: Veenhuzen (Eigenveröffentlichung)
- Jahr unbekannt: Morattamottamotta (Eigenveröffentlichung)
- Jahr unbekannt: Elke Godvergetten Dag (Eigenveröffentlichung)
- 2021: Noabers (AAA Label Services)
- 2021: WAART OE (AAA Label Services)
- 2021: Beste Zangers 2021 (Bökkers) (Cornelis Music)
- 2023: Feest'n, Drink'n, Rook'n, Tot Laat (Goomah Music)